# Jean Vallée

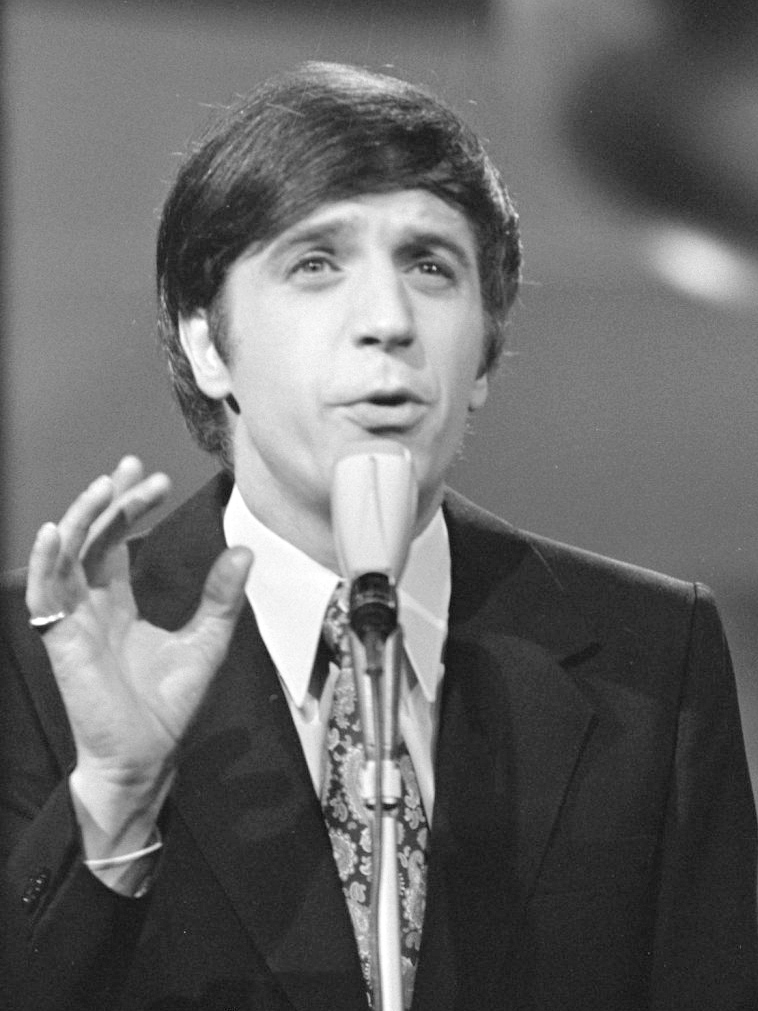
Jean Vallée beim Eurovision Song Contest 1970

Jean Vallée (eigentlich Paul Goeders; * 2. Oktober 1941 in Verviers, Wallonien; † 12. März 2014 in Clermont-sur-Berwinne) war ein belgischer Sänger und Songschreiber, der 1970 und 1978 Belgien beim Eurovision Song Contest vertrat.

## Biographie
Goeders wurde während des Zweiten Weltkrieges in Verviers als eines von sechs Geschwistern geboren. 1966 erhielt er den Pressepreis bei der Coupe d’Europe du tour de chant von Knokke. 1967 nahm er für Belgien am Festival do Rio BR teil. 1969 veröffentlichte er bei Philips Records sein erstes Album. Im gleichen Jahr begleitet er Juliette Gréco auf einer Tour durch Frankreich.
1970 nahm Vallée am belgischen Vorentscheid zum Eurovision Song Contest teil, der vom belgischen Fernsehsender RTB unter dem Titel Chanson euro ’70 veranstaltet wurde. Der Sänger konnte mit dem selbst geschriebenen Titel Viens l’oublier nach erfolgreicher Halbfinalqualifikation die Vorauswahl gegen die weiteren verbleibenden drei Teilnehmer mit deutlichem Abstand gewinnen. Beim Eurovision Song Contest 1970 in Amsterdam erhielt er fünf Punkte und erreichte zusammen mit dem italienischen Vertreter Gianni Morandi und der monegassischen Vertreterin Dominique Dussault den achten Platz unter zwölf Teilnehmern. Im gleichen Jahr coverte Nana Mouskouri seinen Titel La vague. Kurz darauf zog er nach Paris und spielte in dem Western Fusil chargé mit. 
1976 wurde er Teil des Kabarett-Programms Don Camillo. Im Jahr darauf veröffentlichte er das Album Divine. 1978 nahm er erneut am belgischen Vorentscheid zum Eurovision Song Contest teil. Mit dem ebenfalls selbst geschriebenen Lied L’amour ça fait chanter la vie konnte er sich gegen die anderen sieben Teilnehmer durchsetzen. Beim Eurovision Song Contest 1978 in Paris war er sehr erfolgreich und erreichte hinter dem israelischen Vertreter Izhar Cohen mit 125 Punkten den zweiten Platz. Es sollte bis zum ersten Sieg 1986 das beste belgische Ergebnis im Wettbewerb sein.
Ab 1980 spielte Vallée die Rolle des Javert im Musical Les Misérables in einer Inszenierung von Robert Hossein. Die Vorstellung wurde von etwa 500.000 Menschen besucht. 1981 veröffentlichte er ein weiteres Album, das auch zwei Lieder aus dem Musical enthielt. 1982 ging er mit Annie Cordy auf Tour und moderierte nach deren Abschluss vier Jahre lang die Fernsehsendung La bonne étoile auf RTBF. 1986 schrieb er für Michel Leeb das Lied Non Monsieur. Nach einem weiteren Studioalbum 1989 wurde 1994 eine CD mit Vallées größten Hits veröffentlicht. 1999 wurde er von König Albert II. zum Ritter des „Ordre de la Couronne“ geschlagen. 2001 veröffentlichte er sein letztes Album Airs de vie. Bis zuletzt hatte er regelmäßige Live-Auftritte.

## Diskografie

### Alben
- 1969: Dites-moi non …
- 1970: Viens l’oublier
- 1973: Jean Vallée
- 1975: Entre nous …
- 1977: Divine
- 1978: L’amour ça fait chanter la vie
- 1980: 16 chansons pour la Croix-Rouge
- 1981: Amoureux encore une fois
- 1983: Ma première chanson
- 1989: Fou d’amour
- 1993: Ses plus belles chansons
- 2001: Airs de vie

### EPs
- 1966: 1e série: C’est la vie
- 1966: 2e série: Le grand Manitou
- 1967: 3e série: Adieu
- 1967: Arrêtez, arrêtez
- 1967: Belle Angèle

### Singles
- 1967: Adieu
- 1968: Les fous d’amour
- 1968: N’auriez-vous pas un peu de temps
- 1969: Je te suivrai jusqu’à l’amour
- 1970: Viens l’oublier
- 1971: C’est bon de vivre
- 1972: Les enfants de l’erreur
- 1973: Le pour et le contre
- 1973: Vivre un jour ma vie sans toi
- 1975: Des mots simples
- 1976: La fille d’en face
- 1978: L’amour ça fait chanter la vie
- 1979: Arrive moi
- 1979: Je vais, je viens
- 1980: Je pars, je pars
- 1981: Un vieux singe dans un coin d’sa tête
- 1982: La bonne étoile
- 1983: M’oublie pas
- 1984: La grenouille
- 1989: Y’a des jours comme ci